# Мимолет
Мимолет (на френски: Mimolette; на нидерландски: Commissiekaas) е вид твърдо сирене от краве мляко, което се произвежда в района на гр. Лил, Франция (където е известно и като Boule de Lille), а също и в някои области на Белгия и Нидерландия
(например във Фландрия, където е известно и като vieux Hollande).

## История
Според легендите за първи път това сирене е направено по заповед на френския крал Луи XIV (1638 – 1715), който искал френско сирене, което да прилича на холандското сирене едамер. За да се отличава френското сирене от холандското, кралят разпоредил то да бъде с оранжев цвят.
Първоначално мимолет се консумира само като меко сирене (името му идва от „полумек“: на френски: mimou), което не изисква продължително зреене и има леко маслена консистенция с орехов аромат. Впоследствие става ясно, че при продължително зреене от шест месеца до две години, сиренето става твърдо и придобива леко горчив плодов привкус.

## Характеристика
Добре узрялото сирене Мимолет (отлежало между два месеца и две години) се отличава със силен, пикантен вкус, характерен жълто-оранжев до оранжево-червен цвят на вътрешността, и сива кора. Оранжевият цвят се получава посредством добавянето на естествени оцветители: семена на анато (Bixa Orellana L.) или каротин от сок от моркови.
Сивкавата кора на узрялото сирене е резултат на действието на акари, които се въвеждат нарочно, за да се получи специфичен аромат чрез въздействието им върху повърхността на сиренето.
По време на стареенето кората става дебела и грапава и наподобява лунен пейзаж с кратери. Младото сирене има по мек вкус, а добре узрялото има силен плодов вкус и аромат на лешник и лимон. Според ценителите, най-доброто сирене е това което е съзрявало между 6 и 18 месеца.
Сиренето съдържа мазнини най-малко 40 % от сухото вещество.

## Производство
Мимолет се прави от краве мляко във вид на монолитни сферични топки с форма на пъпеш, с тегло около 2 кг. Сиренето зрее в студени и влажни изби. Върху повърхността се поставят нарочно специален вид акари (Acarus siro) и червеи – нематоди, за придаване на специфичен вкус и аромат, които периодично се почистват. Акарите и червеите пробиват в кората микроскопични отвори, канали и тунели, чрез които сиренето „диша“ и което е необходимо за неговото зреене.

## Консумация
Мимолет се съчетава подходящо с черен хляб и кисели краставички или дори с класическата френска франзела. Сиренето може да се използва и в салати, супи, омлети и различни видове паста. Подходящи напитки са младите бели или червени вина с плодов вкус, или по-силна бира.